# Atapaszka nyelvek
Az atapaszkák (gyakran: atabaszkok, atapaszkok, néha athapaszkok) Alaszka, valamint Kanada Hudson-öböl-környéki térsége között elterülő tundrák területén élő indián törzsek nyelveinek nyelvcsaládja.
A következő indián törzsek tartoznak az atapaszkák körébe: az apacsok, a navahók, a tananák, a kacsinok, a dagribek, a csipuvéjenek, a szlávejek valamint a hanok. Az összes törzs anyanyelve az atapaszka nyelvcsalád egyikéhez tartozik.
Lélekszámuk az Amerikai Egyesült Államok és Kanada területén hozzávetőlegesen 100 000 főre tehető.
A széles körű népcsoport főleg kóborló, vadászó életmódot folytatott.  Legfőbb zsákmányállatuk a rénszarvas és az amerikai bölény volt, nyáron halászatot is folytattak. A népcsoport nőnemű tagjai értékes szőtteseket is készítenek.
Közlekedési és szállítási eszközük nyáron a fakéregből készült csónak, télen a tobogán, más néven a kutyaszán volt.
Az európai népek bevándorlása előtt kéreg- vagy bőrlapokkal fedett kunyhókban, utána pedig az európaiaktól csere útján szerzett sátrakban éltek.